# Lingue di Sumatra nord-occidentali
Le lingue di Sumatra nord-occidentali sono un sottogruppo della famiglia delle lingue austronesiane, ramo delle lingue maleo-polinesiache.
Sono parlate a Sumatra e nelle isole vicine, come Nias o le isole Mentawai, in Indonesia.

## Classificazioni
Il gruppo non è universalmente accettato da tutti gli studiosi, ad esempio, un'analisi del 2008 da parte dell'Austronesian Basic Vocabulary Database non ha trovato supporti per la definizione di una famiglia nordoccidentale di Sumatra.
Per altri studiosi invece, come Adeelar o Ethnologue.com il gruppo esiste, anche se vi sono divergenze (anche nel nome, infatti Ethnologue definisce il gruppo Northwest Sumatra-Barrier Islands mentre per Aldeemar è Northwest Sumatran).
L'albero genealogico del gruppo, per Ethnologue sarebbe:
- Lingue austronesiane
  - Lingue maleo-polinesiache

Per altri studiosi, che hanno introdotto il gruppo delle lingue maleo-polinesiache nucleari, l'albero sarebbe:
- Lingue austronesiane
  - Lingue maleo-polinesiache
    - Lingue maleo-polinesiache nucleari

Del gruppo farebbero parte 12 lingue, così suddivise:
(tra parentesi tonda il numero di lingue di ogni sottogruppo)
[tra parentesi quadre, per ogni lingua il codice internazionale linguistico]
- Lingue di Sumatra nord-occidentali (12) 
  - Lingue batak (7)
    - Batak settentrionali (3)
      - Lingua batak alas-kluet  [btz]
      - Lingua batak dairi  [btd]
      - Lingua batak karo  [btx]

    - Simalungun (1)
      - Lingua batak simalungun  [bts]

    - Batak meridionali (3)
      - Lingua batak angkola [akb]
      - Lingua batak toba [bbc]
      - Lingua batak mandailing [btm]

  - Lingue nias (2)
    - Lingua nias  [nia]
    - Lingua sikule  [skh]

  - Lingua gayo  [gay]
  - Lingua mentawai  [mwv]
  - Lingua simeulue  [smr]